# Victor Brauner

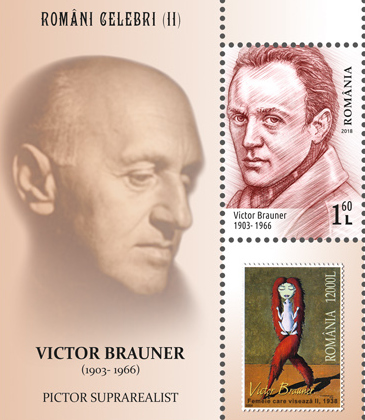
Brauner und Werke in einem rumänischen Briefmarkenheft von 2018

Victor Brauner (* 15. Juni 1903 in Piatra Neamț, Rumänien; † 12. März 1966 in Paris) war ein französischer Maler rumänischer Abstammung und bedeutender Vertreter des Surrealismus.

## Leben
Brauner, der aus einem jüdischen Elternhaus stammte, absolvierte 1921 sein Studium an der Akademie der Schönen Künste Bukarest (heute: Nationale Universität der Künste Bukarest) und gründete 1924 das dadaistische Journal 75 HP.

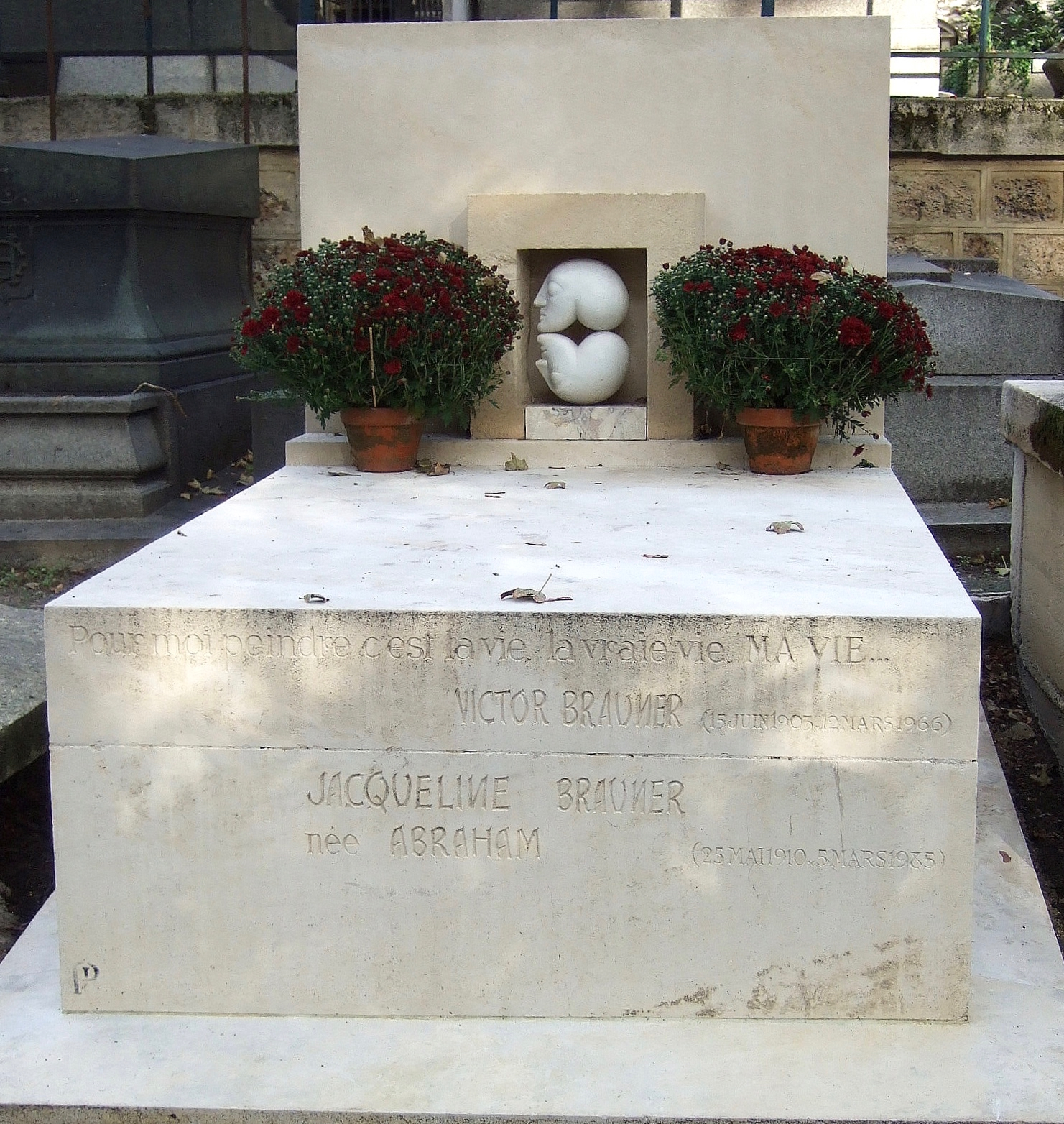
Grab von Victor Brauner

Er war mit den Eltern von Hedda Sterne befreundet und brachte ihr den Surrealismus nahe. 1930 zog er nach Paris, wo er sich der surrealistischen Bewegung anschloss. 1933 verhalf ihm André Breton, den er 1934 porträtierte, dort zu seiner ersten Einzelausstellung.
1938 verlor Brauner bei einem handgreiflichen Streit zwischen Óscar Domínguez und Esteban Frances, in den er schlichtend eingriff, durch einen Glassplitter das linke Auge. Mysteriöserweise hatte Brauner in den Jahren zuvor mehrere Werke geschaffen, mit denen er diesen Verlust gleichsam vorwegnahm, vor allem das Bild Self-portrait With Enucleated Eye von 1931, in dem er sich mit nur einem Auge darstellt.
1940 flüchtete der Maler vor den Nationalsozialisten in die Pyrenäen, später in die Alpen. Nach dem Krieg kehrte er nach Paris zurück, wo er 1966 an einer Phlebitis starb. Er liegt auf dem Friedhof von Montmartre begraben.

## Werk
Brauners Werke sind sowohl in Paris (im Musée National d’Art Moderne, im Musée d’art moderne de la Ville de Paris), als auch in Straßburg (im Musée d’Art Moderne et Contemporain) prominent vertreten. Er nahm an der documenta II in Kassel 1959 teil.
Brauner gehörte, wie auch Constantin Brâncuși, Eugène Ionesco, Mircea Eliade, Panait Istrati und Emil Cioran, zu der bedeutenden Gemeinde von Pariser Exil-Rumänen der ersten Hälfte des 20. Jahrhunderts.
Er schrieb für die Zeitschrift Contimporanul.

### Werke (Auswahl)
- Loup-table (Wolftisch), 1939–1947, Musée National d’Art Moderne, Centre Georges Pompidou, Paris